# Apiciopsis
Apiciopsis là một chi bướm đêm thuộc họ Geometridae.